# Föra distrikt
Föra distrikt är ett distrikt i Borgholms kommun och Kalmar län på norra Öland. 

## Tidigare administrativ tillhörighet
Distriktet inrättades 2016 och utgörs av en del av det område som Borgholms stad omfattade före 1971, delen  som utgjorde Föra socken före 1969.
Området motsvarar den omfattning Föra församling hade vid årsskiftet 1999/2000.